# Секс-шоу

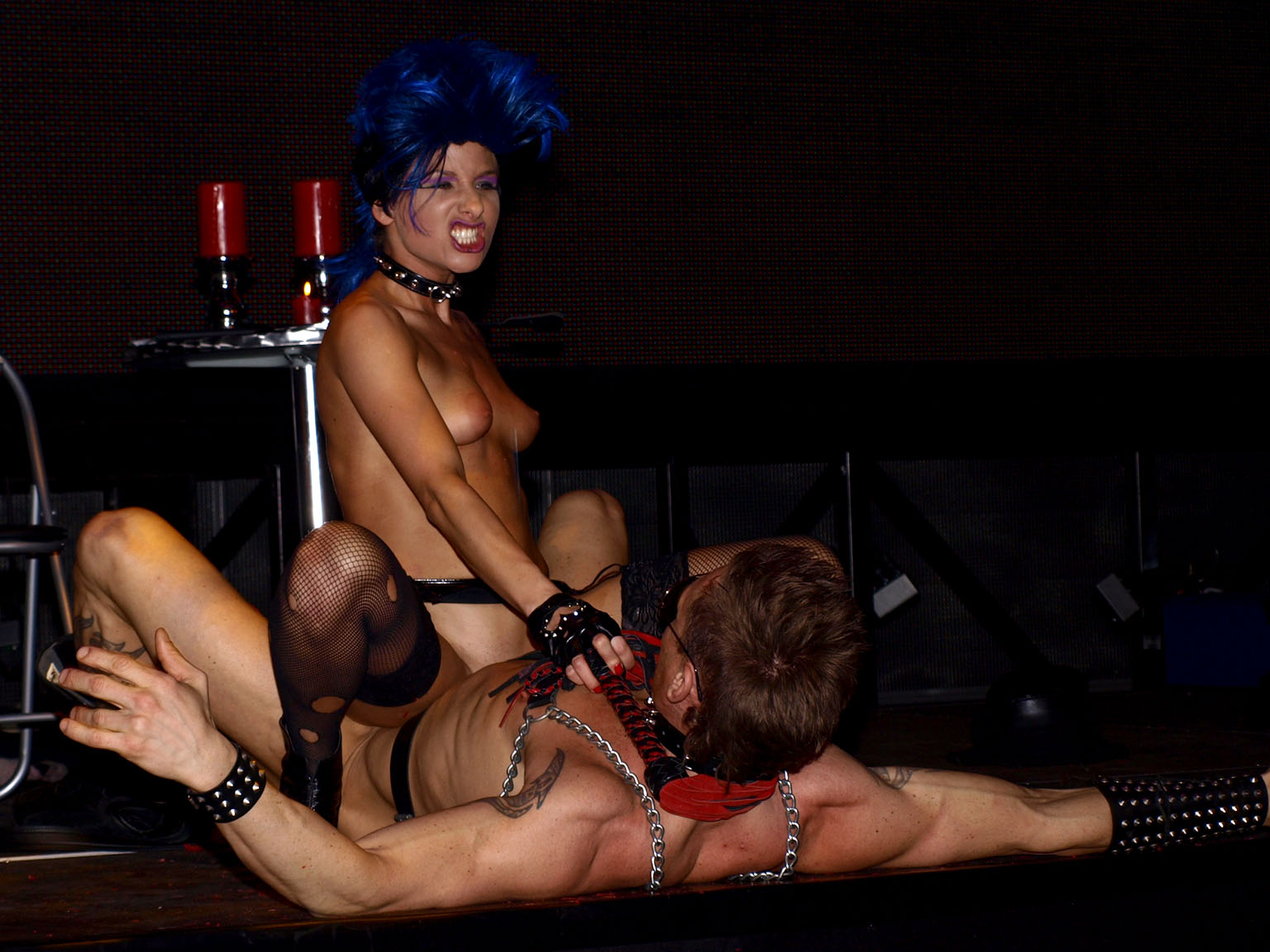
Live sex show at Eros Pyramide, Австрия, 2009

Секс-шоу — форма живого выступления, в которой один или несколько исполнителей участвуют в какой-либо форме сексуальной активности на сцене для развлечения или сексуального удовлетворения зрителей. Исполнителям платят либо зрители, либо организаторы шоу. Выступление может включать фактические или имитированные аутоэротические действия или сексуальную активность с другим исполнителем. Представление может быть в театральном стиле или в стиле пип-шоу. Все более популярной формой секс-шоу является представление по веб-камере, в котором зритель может просматривать и взаимодействовать с моделью веб-камеры в режиме реального времени.
Секс-шоу отличаются от таких развлечений, как стриптиз, танцы на шесте и танец на коленях, которые не связаны с сексуальной активностью, кроме раздевания и танцев обнаженными или полуобнаженными. Сексуальная активность на секс-шоу также отличается от обычной проституции тем, что исполнители обычно занимаются сексом только с другими исполнителями, а не со зрителями или платными клиентами. Секс-шоу могут пересекаться с другими секторами секс-индустрии. Например, стрип-клуб может также предлагать живые сексуальные представления, а проститутка может предложить совершить половые акты с другой проституткой для удовлетворения клиента.

## Места
В Гаване, Куба, в 1950-х годах, в соответствии с 
Режим Батисты, были полулегальные секс-шоу и живые порнографические театры, такие как Шанхайский театр и Токийское кабаре. Английский писатель Грэм Грин, пишущий в своей автобиографии «Пути спасения», описал «Шанхайский театр, где за один доллар и двадцать пять центов можно было увидеть обнаженное кабаре крайней непристойности с самыми синими из синих фильмов в промежутках».
В 1960-х и 1970-х годах столица Лаосская Вьентьян была известна секс-шоу в барах шоу пинг-понга во время Войны во Вьетнаме. Писатель-путешественник Пол Теру описал бар во Вьентьяне в 1973 году так: «Ваши глаза привыкают к темноте, и вы видите, что официантка голая. Без предупреждения она вскакивает на стул, засовывает сигарету во влагалище и закуривает, затягиваясь, сокращая маточные легкие.» Британский журналист Кристофер Роббинс написал, что «Белая роза», знаменитый бар Вьентьяна во время войны, показывали шоу, в которых женщины использовали свои вагины, чтобы курить сигареты и бросать мячи для пинг-понга.
В Репербан, районе красных фонарей Гамбурга, несколько секс-театров («Саламбо», «Регина», «Колибри», «Сафари») когда-то располагались на улице «Große Freiheit» («Великая свобода»). Они показывали живые половые акты на сцене, но к 2007 году «Сафари» было единственным живым секс-театром, оставшимся в Германии, и было закрыто в 2013 году.
В районе красных фонарей Де Валлен в Амстердаме есть три основных места для секс-шоу: бар хостесс под названием «Бар Бананен», а также театры «Мулен Руж» и «Каса Россо», в которых представлены половые акты на сцене и вариации шоу для пинг-понга. В Таиланде в таких местах, как Патпонг в Бангкоке, Уокинг-стрит Паттайя, Бангла-роуд в Пхукете и Ворота Та Пэ в Чиангмае, есть множество мест, где проводятся шоу для пинг-понга.

## Законность
Секс-шоу регулируются различными законами, такими как требования к лицензированию, а места проведения регулируются местными правилами зонирования. Например, в Соединенном Королевстве требуют Лицензию секс-заведения. Закон" 1982 года и лицензия на помещение в соответствии с «Законом о лицензировании» 2003 года Некоторые юрисдикции рассматривают секс-шоу как проституцию. Содержание секс-шоу также может попадать под действие национальных и местных непристойностей и других законов. Некоторые области разрешают стриптиз, но не сексуальную активность, другие могут разрешать только имитацию сексуальной активности или аутоэротическую активность, в то время как другие разрешают все, что является законным в записанной порнографии, исполняемой в прямом эфире. Как правило, по состоянию на 2010 год аутоэротическая активность является наиболее распространенным легально доступным видом живой сексуальной активности. В некоторых городах и странах по всему миру живая сексуальная активность между несколькими исполнителями является законной. Выступления веб-камер в значительной степени не регулируются.